# I Bomjong
I Bomjong (hangul: 이범영, handzsa: 李範永, RR: Lee Bum-young; Szöul, 1989. április 2. –) dél-koreai válogatott labdarúgó, jelenleg a Kangvon (Gangwon) FC játékosa.

## Pályafutása
A Dél-koreai U23-as labdarúgó-válogatott tagjaként a 2012-es Olimpián részt vett és bronzérmesek lettek. 2014-es labdarúgó-világbajnokságon is részt vett a felnőtt válogatottal, de pályára nem lépett.

## Sikerei, díjai
- Dél-Korea
  - Kelet-ázsiai labdarúgó-bajnokság: 2015

## Külső hivatkozások
- I Bomjong profilja a Transfermarkt oldalán (angolul)
- I Bomjong adatlapja a Soccerway oldalon (angolul)